# Z12 Erich Giese
Z12 Erich Giese – niemiecki niszczyciel typu 1934A (Leberecht Maass) z okresu II wojny światowej, zatopiony w 1940 pod Narwikiem.

## Budowa
Zamówiony 4 sierpnia 1934, położenie stępki – 3 maja 1935, wodowanie – 12 marca 1937, wejście do służby – 4 marca 1939. Zbudowany w stoczni Germaniawerft w Kilonii (numer stoczniowy G538). W systemie oznaczeń niemieckich niszczycieli miał przydzielony numer Z12 (rzadko używany w oficjalnych dokumentach), przed wojną nosił numer burtowy 62. Nazwę nadano mu na cześć niemieckiego kapitana marynarki Ericha Giese, dowódcy niszczyciela S 20, który zginął 5 czerwca 1917, na okręcie zatopionym przez brytyjski krążownik „Centaur”.

## Służba
Po wybuchu II wojny światowej działał na Morzu Północnym i w Cieśninach Duńskich. 4 oraz 5/6 września 1939 uczestniczył w operacjach stawiania obronnych zagród minowych na Morzu Północnym (z „Theodor Riedel” oraz stawiaczami min „Cobra” i „Roland”).
W nocy 6/7 grudnia 1939 uczestniczył w operacji stawiania ofensywnej zagrody minowej na wodach angielskich pod Cromer (z niszczycielem „Hans Lody”). Podczas powrotu, ok. 3.14 doszło do starcia z niszczycielami brytyjskimi HMS „Juno” i „Jersey”, podczas którego „Giese” poważnie uszkodził „Jersey” torpedą. Następnie od grudnia 1939 do lutego 1940 był w remoncie.
„Erich Giese” wziął udział w inwazji na Norwegię (operacji Weserübung), w grupie zajmującej Narwik 9 kwietnia 1940, przewożąc tam strzelców górskich. W pierwszej bitwie morskiej pod Narwikiem z brytyjskimi niszczycielami 10 kwietnia 1940, wziął udział w zatopieniu HMS „Hardy” i „Hunter”. Wieczorem tego dnia podjął próbę opuszczenia Ofotfjordu (wraz z „Wolfgangiem Zenkerem”), lecz niemieckie okręty zawróciły po napotkaniu przeważających sił brytyjskich. Podczas drugiej bitwy pod Narwikiem 13 kwietnia 1940 początkowo rozpalał kotły, a następnie miał problemy z maszynami i w pierwszej fazie bitwy stał w porcie w Narwiku, gdzie podjął pojedynek z podchodzącymi brytyjskimi niszczycielami. Ok. 15.05 „Giese” wyszedł z portu, jednakże trafił pod zmasowany ostrzał niszczycieli i pancernika HMS „Warspite” i został uszkodzony. Po nieskutecznym wystrzeleniu torped, został opuszczony przez załogę, po czym zatopiony przez brytyjskie okręty pod Narwikiem (straty: 83 ludzi).
Historia konstrukcji i opis okrętu – w opisie niszczycieli Typu 1934.
Dowódcy:
- kmdr ppor (Korvettenkapitän) Karl Smidt: 4 marca 1939 – 13 kwietnia 1940[2]

## Dane techniczne
- wyporność:
  - standardowa: 2270 t
  - pełna: 3190 t
- wymiary:
  - długość: 121 m
  - szerokość: 11,3 m
  - zanurzenie: 4,3 m
- napęd: 2 turbiny parowe o mocy łącznej 70 000 KM, 6 kotłów parowych Bensona (ciśnienie pary 110 atm), 2 śruby
- prędkość maksymalna: 38 w.
- zasięg: 1530 mil morskich przy prędkości 19 w.
- zapas paliwa: 670 t. mazutu
- załoga: 325

Uzbrojenie i wyposażenie: 
- 5 dział kalibru 128 mm (nominalnie 12,7 cm) SK C/34 w pojedynczych stanowiskach, osłoniętych maskami (5xI)
  - długość lufy L/45 (45 kalibrów), donośność maksymalna 17 400 m, kąt podniesienia +30°, masa pocisku 28 kg, zapas amunicji – 120 na działo
- 4 działka przeciwlotnicze 37 mm SK C/30 na podstawach LC/30, półautomatyczne, podwójnie sprzężone (2xII)
- 6 działek przeciwlotniczych 20 mm (6xI)
- 8 wyrzutni torpedowych 533 mm (2xIV), 12–16 torped
- 18 bomb głębinowych (zrzutnia bg)
- możliwość zabrania 60 min morskich

- szumonamiernik GHG
- system kierowania ogniem artylerii głównej: dwa 4-metrowe dalmierze stereoskopowe (na nadbudówce dziobowej i śródokręciu), centrala artyleryjska C34/Z